# ویزنه
ویزنه، روستایی از توابع بخش حویق شهرستان طوالش در استان گیلان ایران است.مرز بین شهرستان طوالش و استارا می باشد ۶۵کیلومتری طوالش و ۱۸کیلومتری استارا قرار دارد مردمان ویزنه کشاورزی کیوی و برنج و صیادی و سردخانه داران منطقه هستند 

## جمعیت
این روستا در بخش حویق  قرار دارد و براساس سرشماری مرکز آمار ایران در سال ۱۳۹۵، جمعیت آن ۳۸۹۰ نفر (۵۱۳خانوار) بوده‌است و مردم آن به تالشی صحبت میکنند.
جاهای دیدنی و تاریخ ویزنه به کوهای شیخ ده و دریارهای خزر. ییلاق های مسکین کرف ویزنه و ابشارلوشکی ویزنه می باشد 